# Kvindefælden
Kvindefælden er en dansk eksperimentalfilm fra 1999, der er instrueret af Eske Holm.

## Handling
Denne artikel mangler et handlingsreferat. Hjælp os med at skrive det.